# Martha Angerstein

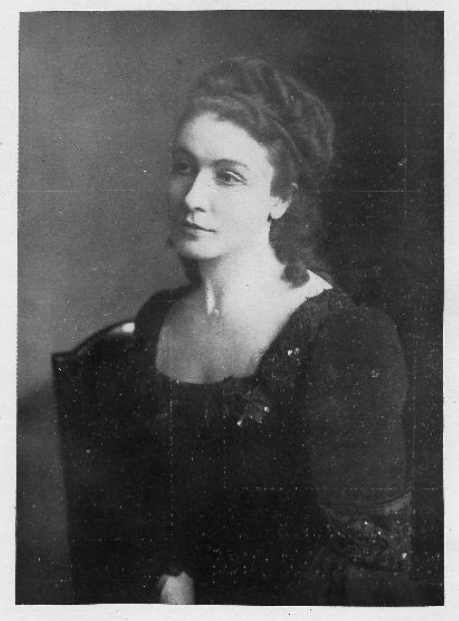
Martha Angerstein als Amalie in F. Schillers Die Räuber im Kgl. Schauspielhaus Berlin (Abb. Berliner Leben

Martha Angerstein (* 14. Märzjul. / 26. März 1885greg. als Marta Maria Kempf in Warschau, Russisch-Polen; † 27. September 1972 in Ruhpolding) war eine deutsche Schauspielerin.

## Leben
Geboren in Warschau, verbrachte die Tochter von Gustav Kempf und seiner Frau Maria, geb. Müller, ihre Kindheit in Leipzig. Im Alter von 16 Jahren begann sie in Plauen ihre Bühnenlaufbahn. 1902 ging sie für eine Spielzeit nach Krefeld, 1903 nach Mainz. Von 1904 bis 1907 war Martha Angerstein am Schauspielhaus in Leipzig engagiert. 1907 ging sie nach Hamburg ans Carl-Schultze-Theater. 1910 ließ sie sich in Berlin nieder, um an Victor Barnowskys Kleinem Theater zu spielen. Im Jahr darauf lernte Martha Angerstein ihren späteren Mann, den Schauspieler Adolf Edgar Licho, kennen, der sie an das Neue Volkstheater holte.
1912 erhielt die Künstlerin von der Meßter-Film Angebote für Filmrollen. Noch im selben Jahr war sie in den Dramen Die Rache ist mein und Zu spät Partnerin Harry Liedtkes. Ein Jahr später war Adolf Edgar Licho in Schuldig erstmals ihr Filmpartner. Nachdem sie Licho 1914 in Budapest geheiratet hatte und 1915 ein Sohn zur Welt gekommen war, wurden Martha Angersteins Filmrollen immer kleiner.
Angerstein blieb auch während ihrer filmaktiven Phase in erster Linie Theaterschauspielerin. 1915/16 spielte sie in Tilsit, kehrte aber in der Folgespielzeit nach Berlin, ans Residenz-Theater, zurück. Von 1917 bis 1919 gehörte sie dem Ensemble der Königlichen Schauspiele an. In dieser Zeit sah man sie als Marie unter der Regie Lichos im Trauerspiel Armut, als das Fräulein in Walter Hasenclevers Drama Der Sohn und als Partnerin Alexander Moissis in dem Don-Juan-Drama Unterwegs.
Nach zwei Nebenrollen in zwei frühen Kino-Inszenierungen Lichos Anfang der 20er Jahre (Kinder der Zeit, Tiefland) zog sich die Schauspielerin, die ihr letztes Bühnenfestengagement in der Spielzeit 1920/21 an Berlins Tribüne wahrgenommen hatte, ins Privatleben zurück.
Nach der „Machtergreifung“ ging ihr Ehemann, der nach den nationalsozialistischen Rassegesetzen als „Halbjude“ galt, ins Exil in die USA, wohin Martha Angerstein ihm mangels eines Affidavits nicht folgen konnte. Zeitweise lebte sie daraufhin in Österreich, kehrte aber wieder nach Berlin zurück. Im Juni 1940 verließ sie die deutsche Hauptstadt und zog nach Glatzen, wo sie Freunde hatte. Als sie als Deutschstämmige die Tschechoslowakei im Dezember 1945 verlassen musste, fand sie mit etlichen anderen Heimatvertriebenen Zuflucht im bayerischen Unterwössen. Im Rahmen eines Antrags bei der IRO äußerte sie 1950 den Wunsch, in die USA zu ihrem Sohn auszuwandern. Da ihr Ersuchen abschlägig beschieden wurde, blieb sie in Unterwössen. 1972 übersiedelte sie in das Altenheim St. Adelheid in der benachbarten Gemeinde Ruhpolding, wo sie noch im selben Jahr verstarb.

## Filmografie
- 1912: Die Rache ist mein
- 1913: Zu spät
- 1913: Schuldig
- 1914: Deutsche Frauen
- 1914: Die Rache des Blutes
- 1915: Vaterliebe
- 1916: Mutter und Kind
- 1918: Keimendes Leben (2 Teile)
- 1918: Der lebende Leichnam
- 1918: Ringende Seelen
- 1919: Die rollende Kugel
- 1919: Tot oder scheintot
- 1920: Entgleist
- 1921: Verrat auf Schloß Treuenfels
- 1922: Kinder der Zeit
- 1922: Tiefland
- 1932: Was sagt Onkel Emil dazu? (Kurzfilm)